# Miguel Riquelme Solís
Miguel Ángel Riquelme Solís (Torreón, Coahuila de Zaragoza; 18 de septiembre de 1970) es un ingeniero y político mexicano, miembro del Partido Revolucionario Institucional; exdiputado local y federal, exalcalde de Torreón y exgobernador de Coahuila de 2017 a 2023.

## Biografía
Ingeniero en Sistemas Computacionales del Instituto Tecnológico de La Laguna. Está casado con Marcela Gorgón Carrillo y es padre de dos hijas.
Fue secretario de Desarrollo Social, secretario de Desarrollo Regional en Coahuila, diputado local en la LVII Legislatura del Congreso del Estado de Coahuila y diputado federal. También se desempeñó como secretario de Gobierno del Estado de Coahuila. Fue alcalde de Torreón, su localidad natal, de 2014 a 2016, cuando solicitó licencia para separarse del cargo y ser el candidato del PRI a Gobernador de Coahuila durante las elecciones de 2017.

## Controversias

### Elecciones a gobernador del 2017

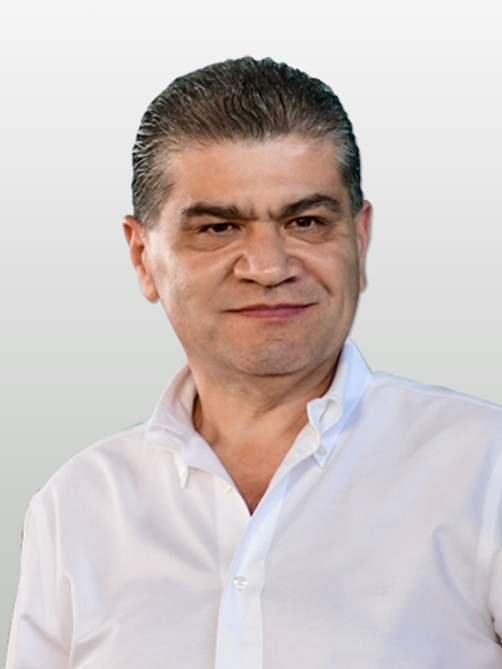
Miguel Riquelme Solís en 2018.

Durante la campaña se difundió que entre los empresarios que financiaron su campaña para la alcaldía de Torreón estaba Guillermo Flores Cordero, posteriormente detenido en Estados Unidos en 2013 acusado de lavado de dinero.
La noche de las elecciones, aunque los resultados electorales del PREP lo dieron como ganador de dichas elecciones, los candidatos Guillermo Anaya (PAN), Armando Guadiana (Morena), Javier Guerrero (independiente) y José Ángel Pérez (PT) acusaron de irregularidades en la elección.
Se pusieron en curso procedimientos judiciales por exceso de gastos de campaña y por impugnaciones de los recuentos, que pudieron llevar a anular la elección. Sin embargo el TEPJF determinó no anular la elección y Riquelme tomó protesta como gobernador.

### Tiroteo en el Colegio Cervantes
El 10 de enero de 2020, 1 menor de 11 años abrió fuego en el Colegio Cervantes en Torreón, asesinando a una profesora e hiriendo a 4 personas más, para finalmente suicidarse. El menor portaba un atuendo igual al de Eric Harris, uno de los adolescentes perpetadores de la matanza de Columbine, incluyendo una playera con la leyenda "Natural Selection". El gobernador Riquelme inmediatamente culpó al videojuego "Natural Selection", producido por la empresa Unknown Worlds Entertainment, como posible influencia para la ejecución del ataque.